# Scelorchilus
Genre
Scelorchilus est un genre d'oiseaux de la famille des Rhinocryptidae.

## Liste des espèces
Selon la classification de référence du Congrès ornithologique international (14.2, 2024) il comporte deux espèces :
- Scelorchilus albicollis (Kittlitz, 1830) — Tourco à gorge blanche
- Scelorchilus rubecula (Kittlitz, 1830) — Tourco rougegorge

## Systématique
Le nom valide complet (avec auteur) de ce taxon est Scelorchilus Oberholser, 1923.
Scelorchilus a pour synonyme :
- Sclerorchilus